# Wnętrze (matematyka)

Punkt jest punktem wewnętrznym figury

Wnętrze zbioru (figury, bryły) {\displaystyle F} – pojęcie w geometrii lub topologii; zbiór punktów wewnętrznych podzbioru przestrzeni, czyli tych punktów, które należą do niego wraz z pewnym swoim otoczeniem.
Wnętrze zbioru {\displaystyle F} oznacza się przez {\displaystyle \operatorname {int} (F),} {\displaystyle \operatorname {Int} (F)} lub {\displaystyle F^{\circ }.}

## Własności
Z definicji wnętrza zbioru wynikają bezpośrednio poniższe jego własności.
1. Wnętrze zbioru {\displaystyle F} jest otwartym podzbiorem {\displaystyle F.}
2. Wnętrze jest sumą wszystkich otwartych podzbiorów {\displaystyle F.}
3. Wnętrze jest największym zbiorem otwartym zawartym w {\displaystyle F}[1].
4. Zbiór jest otwarty wtedy i tylko wtedy, gdy jest swoim własnym wnętrzem.
5. Wnętrze dowolnego zbioru równe jest swojemu wnętrzu: {\displaystyle \operatorname {int} (\operatorname {int} (S))=\operatorname {int} (S).}
6. Jeżeli {\displaystyle S} jest podzbiorem {\displaystyle F,} to {\displaystyle \operatorname {int} (S)} jest podzbiorem {\displaystyle \operatorname {int} (F):S\subset F\Rightarrow \operatorname {int} (S)\subseteq \operatorname {int} (F).}
7. Wnętrze części wspólnej zbiorów jest częścią wspólną wnętrz tych zbiorów: {\displaystyle \operatorname {int} (S\cap F)=\operatorname {int} (S)\cap \operatorname {int} (F).}
8. Jeżeli {\displaystyle S} jest zbiorem otwartym, to {\displaystyle S} jest podzbiorem {\displaystyle F} wtedy i tylko wtedy, gdy {\displaystyle S} jest podzbiorem {\displaystyle \operatorname {int} (F).}

Wnętrze zbioru zależy od topologii – jeżeli na przestrzeni dane są dwie różne topologie, to ten sam zbiór może być wnętrzem w jednej topologii, a w innej nie.
W przestrzeni metrycznej punkt {\displaystyle p} zbioru {\displaystyle F} jest punktem wewnętrznym wtedy i tylko wtedy, gdy istnieje kula o środku w punkcie {\displaystyle p} całkowicie zawarta w zbiorze {\displaystyle F.}

### Pozostałe własności
1. {\displaystyle \operatorname {int} \;A\cup \operatorname {int} \;B\subset \operatorname {int} \;(A\cup B)} dla dowolnych zbiorów {\displaystyle A\subset X,\ B\subset X}
2. {\displaystyle \bigcup _{s\in S}\operatorname {int} \;A_{s}\subset \operatorname {int} \;\left(\bigcup _{s\in S}A_{s}\right)} dla dowolnej rodziny zbiorów {\displaystyle \{A_{s}\subset X:s\in S\}}
3. Dla każdego {\displaystyle A\subset X} mamy
{\displaystyle \operatorname {int} \;A=X\setminus \operatorname {cl} \;(X\setminus A)}
4. {\displaystyle A\subset X\Rightarrow \operatorname {int} \;A\subset \operatorname {int} \;\operatorname {cl} \;(A)}
przykład:
{\displaystyle \operatorname {int} \;\mathbb {Q} =\varnothing \subset \operatorname {int} \;\operatorname {cl} \;(\mathbb {Q} )=\mathbb {R} }

## Operacja wnętrza a topologia
Jeżeli operację brania wnętrza zbioru przyjmiemy jako pewną operację pierwotną na zbiorach, która spełnia warunki 5, 6, 7 oraz warunek {\displaystyle \operatorname {int} (X)=X,} gdzie {\displaystyle X} oznacza całą przestrzeń, to może ona posłużyć do zdefiniowania topologii przez operację wnętrza w zbiorze {\displaystyle X}.

## Przykłady
- W dowolnej przestrzeni wnętrze zbioru pustego jest zbiorem pustym, a wnętrzem całej przestrzeni jest przestrzeń.
- W przestrzeni dyskretnej każdy zbiór jest swoim wnętrzem.
- Niech {\displaystyle R} oznacza zbiór liczb rzeczywistych z naturalną topologią. Wówczas:
  - wnętrzem przedziału domkniętego {\displaystyle [a,b]} jest przedział otwarty {\displaystyle (a,b)}
  - wnętrzem przedziału {\displaystyle [a,b)} jest przedział {\displaystyle (a,b)}
  - wnętrzem zbioru skończonego jest zbiór pusty
  - wnętrzem zbioru liczb wymiernych jest zbiór pusty
  - wnętrzem zbioru liczb niewymiernych także jest zbiór pusty
  - zbiór ma niepuste wnętrze wtedy i tylko wtedy, gdy zawiera pewien przedział.